# Lars Rumar
Lars Hugo Rumar, född 25 november 1935 i Västerviks församling i Kalmar län, död 14 juni 2024 i Stockholm, var en svensk arkivarie och historiker.

## Biografi
Lars Rumar var arkivarie vid landsarkiven i Härnösand och Vadstena 1967–1977, landsarkivarie i Östersund 1977–1995 och därefter förste arkivarie och ansvarig för Sveriges Pressarkiv vid Riksarkivet i Stockholm fram till sin pensionering 2000. Han har utöver nedan nämnda monografier publicerat ett 30-tal tidskriftsartiklar i historiska och arkivvetenskapliga ämnen samt varit redaktör för bl.a. Presshistorisk årsbok och för boken "Helgonet i Nidaros. Olavskult och kristnande i Norden" (Skrifter utgivna av Riksarkivet 3) 1997. Under åren 2002–2006 var han sekreterare i Gränsdragningskommissionen för Renskötselområdet vars arbete resulterade i betänkandet "Samernas sedvanemarker" (SOU 2006:14).
Han fick Johan Nordlander-sällskapets kulturpris 1999 samt Svenska Samernas Riksförbunds hederspris 2015.